# Setodes karnyi
Setodes karnyi är en nattsländeart som beskrevs av Georg Ulmer 1930. Setodes karnyi ingår i släktet Setodes och familjen långhornssländor. Inga underarter finns listade i Catalogue of Life.